# Lea Danilson-Järg

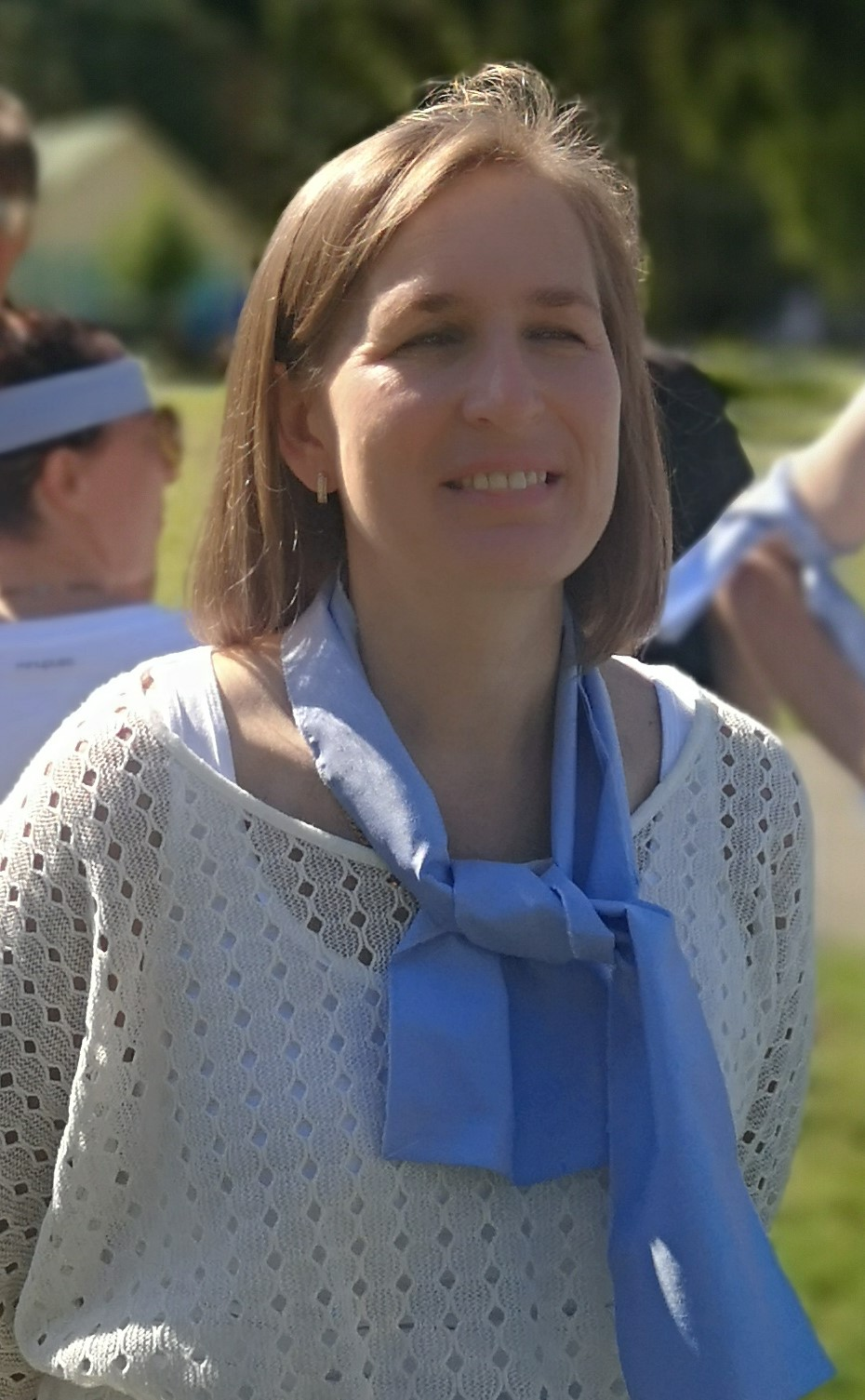
Lea Danilson-Järg, 2022

Lea Danilson-Järg (* 27. November 1977 in Tallinn) ist eine estnische Journalistin und Politikerin. Sie gehört der konservativen Partei Isamaa („Vaterland“) an. Vom 18. Juli 2022 bis 11. April 2023 war sie Justizministerin der Republik Estland in der zweiten Regierung von Ministerpräsidentin Kaja Kallas (Kabinett K. Kallas II).

## Leben, Medien, Politik
Lea Danilson-Järg schloss 2002 ihr Studium im Fach Verwaltungswissenschaft an der Technischen Universität Tallinn ab. Von 2001 bis 2004 war sie Beraterin des Rektors der Estnischen Akademie für öffentliche Verwaltung (Sisekaitseakadeemia).
Von 2014 bis 2016 arbeitete Lea Danilson-Järg als Spezialistin am Parlamentarischen Informationszentrum der Estnischen Nationalbibliothek. 2017/2018 war sie bei der Nichtregierungsorganisation MTÜ Eesti Sündimusuuringud tätig, die sich für mehr Kinder in Estland einsetzt. 2018/2019 arbeitete sie als Journalistin bei der Tageszeitung Postimees, vor allem zu bevölkerungspolitischen Fragen. Von 2019 bis 2021 war sie Abteilungsleiterin für Bevölkerung und Familienpolitik im estnischen Innenministerium. Anschließend kehrte sie zu ihrer Tätigkeit bei Postimees zurück.
Seit Juli 2022 ist sie Justizministerin der Republik Estland. Im Juli 2022 trat sie der konservativen Partei Isamaa bei. Zuvor war sie von 1998 bis 2004 Mitglied der sozialdemokratischen Partei Rahvaerakond Mõõdukad.

## Auszeichnungen
2021 wurde Lea Danilson-Järg für ihr publizistisches Werk der Aino-Järvesoo-Preis verliehen. Er ist nach der estnischen Professorin Aino Järvesoo (1910–2003) benannt, die sich besonders für Familie und Wachstum der estnischen Bevölkerung eingesetzt hatte.

## Privates
Lea Danilson-Järg ist verheiratet. Sie hat zwei Töchter und einen Sohn.